# Зігмунд Гарінгер
Зігмунд Гарінгер (нім. Sigmund Haringer, 9 грудня 1908, Мюнхен — 23 лютого 1975) — німецький футболіст, що грав на позиції захисника, зокрема, за клуб «Баварія», а також національну збірну Німеччини.
Чемпіон Німеччини. Володар Кубка Німеччини. 

## Клубна кар'єра
У футболі дебютував 1928 року виступами за команду «Баварія», в якій провів шість сезонів.  За цей час виборов титул чемпіона Німеччини.
Протягом 1934—1939 років захищав кольори команди клубу «Ваккер» з Мюнхена. 
Завершив професійну ігрову кар'єру у клубі «Нюрнберг», за команду якого виступав протягом 1939—1940 років. Протягом цих років додав до переліку своїх трофеїв титул володаря Кубка Німеччини.

## Виступи за збірну
1931 року дебютував в офіційних матчах у складі національної збірної Німеччини. Протягом кар'єри у національній команді, яка тривала 7 років, провів у її формі 15 матчів.
У складі збірної був учасником чемпіонату світу 1934 року в Італії, де зіграв з Бельгією (5-2), зі Швецією (2-1) і з Чехословаччиною (1-3), а в переможному матчі за третє місце з Австрією (3-2) участі не брав.
Помер 23 лютого 1975 року на 67-му році життя.

## Титули і досягнення
- Чемпіон Німеччини (1):

«Баварія»: 1932
- Володар Кубка Німеччини (1):

«Нюрнберг»: 1939
- Бронзовий призер чемпіонату світу: 1934